# Гай (Малопольское воеводство)
Гай (пол. Gaj) — село в Польше в сельской гмине Могиляны Краковского повета Малопольского воеводства.

## География
Село располагается в 12 км от административного центра воеводства города Краков. Через село проходит дорога 7, являющаяся частью дороги автомагистрали Е77.
В 1975—1998 годах село входило в состав Краковского воеводства.

## Население
По состоянию на 2013 год в селе проживало 1779 человек.
| 2010 | 2013 |
| ---- | ---- |
| 1704 | 1779 |

| Перепись  | Всего   | Всего | Женщины | Женщины | Мужчины | Мужчины |
| --------- | ------- | ----- | ------- | ------- | ------- | ------- |
| Единицы   | человек | %     | человек | %       | человек | %       |
| Население | 1779    | 100   | 905     |         | 874     |         |

## Достопримечательности
- Церковь Рождества Пресвятой Девы Марии, построенная в 1626 году — памятник культуры Малопольского воеводства[3].